# Lakshmi (actrice)
Lakshmi Narayan, née Lakshmi Yaragudipati le 13 décembre 1952, est une actrice indienne.